# Minilimosina ternaria
Minilimosina ternaria är en tvåvingeart som beskrevs av Marshall 1985. Minilimosina ternaria ingår i släktet Minilimosina och familjen hoppflugor. Inga underarter finns listade i Catalogue of Life.